# 安珀爾灣
安珀爾灣（英語：Ample Bay）是南極洲的海灣，位於南喬治亞島，處於森塞特港以東4公里的島嶼灣西南部，由美國的鳥類學家命名，現時由英國海外領土管轄。